# Almeric (kráter)
Almeric je kráter na Saturnově měsíci Iapetus ležící v severní oblasti Roncevaux Terra. Nomenklatura kráterů na Iapetu čerpá z francouzských chansons de geste, tento je tak pojmenován podle rytíře/paladina Almerica, člena družiny franského krále Karla Velikého v Písni o Rolandovi. Název tohoto a dalších kráterů na Iapetu byl schválen Mezinárodní astronomickou unií v roce 1982 na základě snímků z americké kosmické sondy Voyager 2.
Almeric má průměr 43 km. Jeho střední souřadnice na měsíci jsou 53°24′ S a 276°00′ Z. Východně leží větší kráter Charlemagne, jižně rovněž větší kráter Ogier. 